# Доржиева, Мэдэгма Цырендоржиевна
Мэдэгма́ Цырендоржи́евна Доржи́ева, настоящая фамилия — Цыбикжапова (бур.  Доржиева Сэрэндоржын Мэдэгма; род. 1980 год, село Зугмара, Петровск-Забайкальский район, Читинская область) — бурятская певица, пианистка, композитор, продюсер, Заслуженная артистка Республики Бурятия.

## Биография

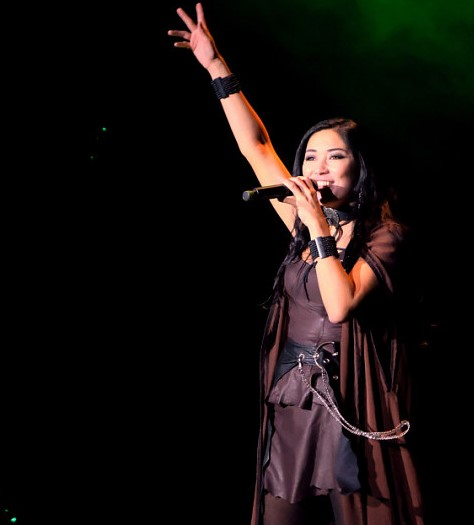
Певица Мэдэгма Доржиева во время концерта

Мэдэгма Доржиева родилась 7 сентября 1980 года в селе Зугмара Петровск-Забайкальского района Читинской области. Отец Мэдэгмы — военный лётчик, мать — музыкант.
Музыкальный талант у Мэдэгмы проявился с детских лет. Училась в школе искусств № 4 и в музыкальном колледже им. П. И. Чайковского (класс фортепиано) в Улан-Удэ.
Закончила с красным дипломом Восточно-Сибирский государственный институт культуры.
В 2005 году получила диплом факультета менеджмента Академию народного хозяйства при Правительстве РФ. Кандидат экономических наук.
Увлечение Мэдэгмы исполнять песни и сочинять музыку со временем превратилось в её профессию.
Мэдэгма исполняет старинные и современные бурятские песни в жанре этно-поп музыки. Музыку к многим своим песням она написала сама. Её аранжировки придают новое современное звучание традиционным бурятским песням.
В 2009 году Мэдэгма впервые попробовала себя в кинематографе, сыграв роль в монгольской криминальной драме «Az ойрхон» («Счастье рядом»).
Дважды, в 2010 и 2011 годах, завоевывала титул «Певицы года Бурятии», по версии ежегодной народной премии «Золотая Лимба».
Выпустила три сольных альбома. Снимает видеоклипы своих песен, а также создает музыкальные передачи для Бурятского государственного телевидения.
Продюсерский центр «Шэнэ долгинууд — Новая волна» Мэдэгмы Доржиевой проводит регулярные конкурсы, которые дали старт многим молодым талантливым певцам.
Мэдэгма Доржиева тесно сотрудничает с музыкантами Франции, Италии, Ирландии, Сингапура, США, Китая.

## Награды и звания
- Указом Главы Республики Бурятия В. Наговицына от 29 ноября 2016 года Мэдэгме Доржиевой присвоено почетное звание «Заслуженной артистки Республики Бурятия»[5].
- «Певица года Бурятии» — 2010 и 2011 гг.

## Ссылка
- Певица Мэдэгма Доржиева стала заслуженной артисткой Бурятии
- Непридуманные истории: Мэдэгма Доржиева
- Интервью с Мэдэгмой Доржиевой